# Magnus Nilsson (handbollsspelare)
Magnus Nilsson, född den 27 mars 1974, är en svensk tidigare handbollsspelare, mittnia. Magnus Nilsson utsågs till kung av sand i beachhandbollsturnering på Tylösand i Halmstad i den första av två säsonger med HK Drott. Därefter följde ett SM-silver och ett SM-guld i Elitserien. Magnus Nilsson är även en entreprenör och numera handbollstränare som gärna blandar metoder från idrottsvärlden och affärsvärlden för att uppnå resultat. Hans metod CleanBanTM från 2023 är ett nytt koncept som utmanar agila metoder inom digital produktutveckling.   

## Spelarkarriär
Magnus Nilsson, född den 27 mars 1974, är en svensk tidigare handbollsspelare. Han var primärt mittnia, men spelade under karriären också en del som vänsternia. Han blev svensk mästare med HK Drott 1999. Han är numera verksam som tränare.
Magnus Nilsson växte upp och började spela handboll i Oxie. Hans moderklubb är numera insomnade IFK Oxie där han var en del av klubbens omtalade pojklag i årgång 1974. Oxies 74:or var under pojkåren oerhört framgångsrika, både regionalt och nationellt. I laget fanns utöver Magnus Nilsson exempelvis även Jimmy Nordström (senare i bland annat Stavsten samt i IFK Malmö, och även tränare för Stavsten) och Martin Månsson (elitspelare i basket).
Magnus Nilsson gjorde a-lagsdebut i Malmöklubben Dalhem. I samband med värnplikten gick han tillfälligt tillbaka till moderklubben Oxie. Efter lumpen gick han till Stavsten och var tillsammans med Oxie-kompisen Jimmy Nordström en del av laget under klubbens omskrivna storhetstid när man helt osannolikt tog sig upp i Elitserien 1995. Därefter flyttade Magnus Nilsson till Halmstad för att kombinera handboll i HK Drott med studier.  
Under hans tid i HK Drott vann han SM-silver 1998 och blev svensk mästare 1999. Han spelade även för Drott i EHF-cupen säsongen 1997/1998. 
1999 lämnade han HK Drott för Lugi HF, som han spelade för under tre år. Totalt gjorde han 109 matcher för klubben i Elitserien inklusive slutspel (han missade endast 3(!) matcher på tre år), och gjorde sammanlagt 249 mål. Ingen annan spelare gjorde fler matcher för Lugi under den här perioden.
2002 gick Magnus Nilsson till IFK Malmö och var med om att föra upp laget i elitserien 2003. Men valde självmant att avsluta sin karriär som handbollsspelare efter halva säsongen i december 2003. Klubben åkte sedermera ut ur Elitserien och elitverksamheten slogs senare samman med Malmö HP:s för att bilda HK Malmö.

## Tränarkarriär
Tillsammans med Jimmy Nordström var Magnus Nilsson juniortränare för pojkar A år 2011.
Magnus Nilsson är tillbaka inom handbollen och sedan 2023 huvudtränare för IFK Malmös herrlag. Under sin första säsong som ansvarig förde han laget till en direktuppflyttningsplats från division tre till division två i mars 2024. Hans assisterande tränare är Anders Önnerheim, som även han spelade i Oxies framgångsrika 74:or. 

## Klubbar
- Oxie IF (1980-1990)
- Dalhem (1990-1993)
- Oxie IF/IFK Malmö (1993-1994)
- Stavsten (1994-1997)
- HK Drott  (1997-1999)
- Lugi HF (1999-2002)
- IFK Malmö (2002[6]-2003)

## Meriter
- SM-silver 1998 med HK Drott.
- SM-guld 1999 med HK Drott.

## CleanBan
Magnus Nilsson är skapare av den nya metodiken CleanBan™ som är en agil metodik för project management. Det är en blandning av de bästa bitarna av Scrum, Kanban samt nya förbättrade delar där de existerande metodikerna föll. Metodiken riktar sig mot platform teams eller enabling teams där arbetsinsatser och arbetsområden ändras snabbt. 
CleanBan utmanar team där:

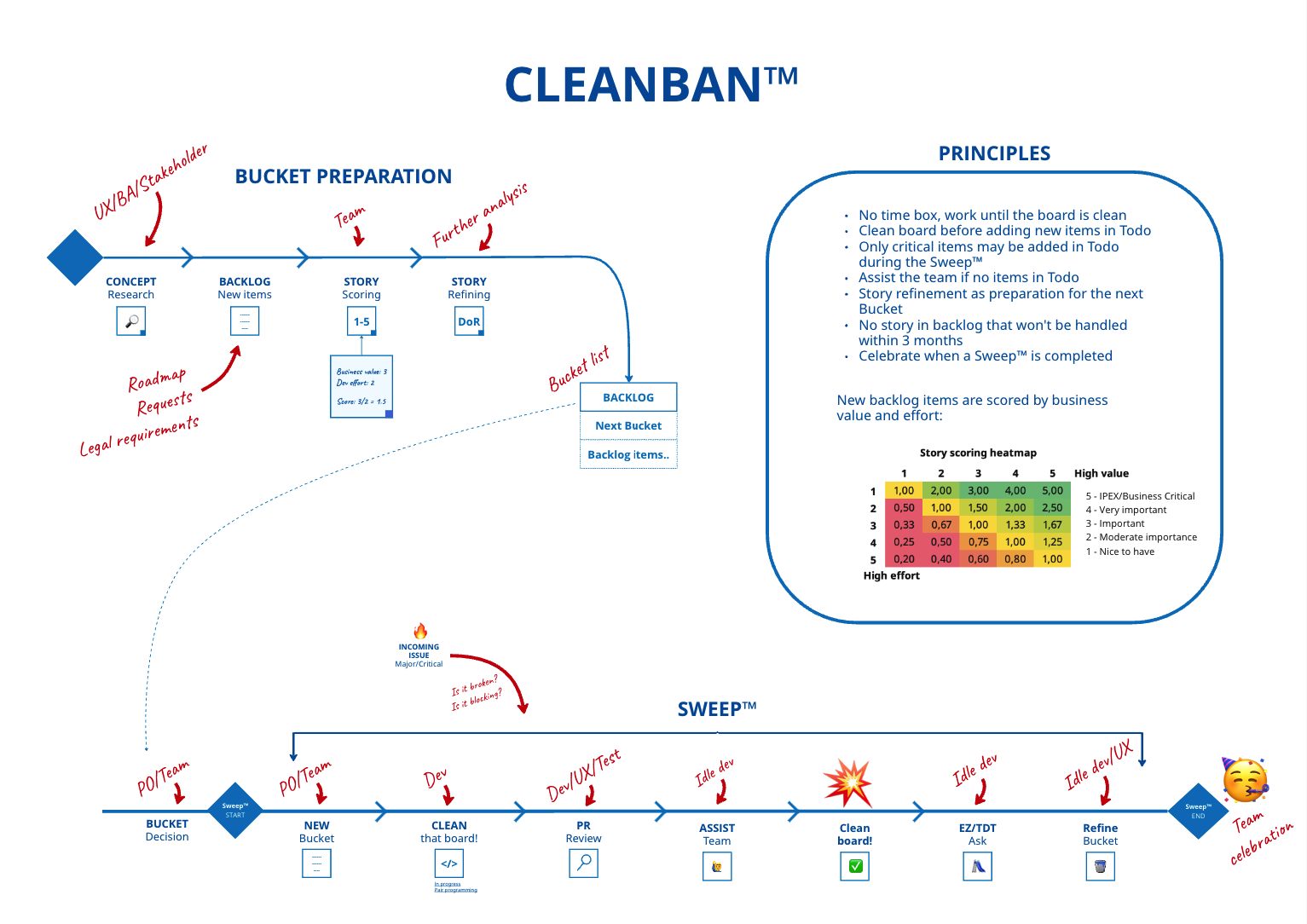
Cleanban lifetime of backlog items

- Backloggen växer med change requests och många ärenden hanteras samtidigt.
- Utvecklare jobbar isolerat med separata arbetsuppgifter.
- Ingen känsla av "slutförande".
- Lång tid att hantera backloggen.

Magnus såg problemen tidigt i sin nya position som produkt ägare och gjorde en rockad. Han skapade upp otroliga diagram, ritningar samt skapade en insatsstyrka som dedikerat satt med att försöka möta alla utmaningar som hans team besatt. Magnus lyckades. Med hans otroliga driv genomförde han den nya metodiken där de största pelarna var:
- Inga tidsestimat.

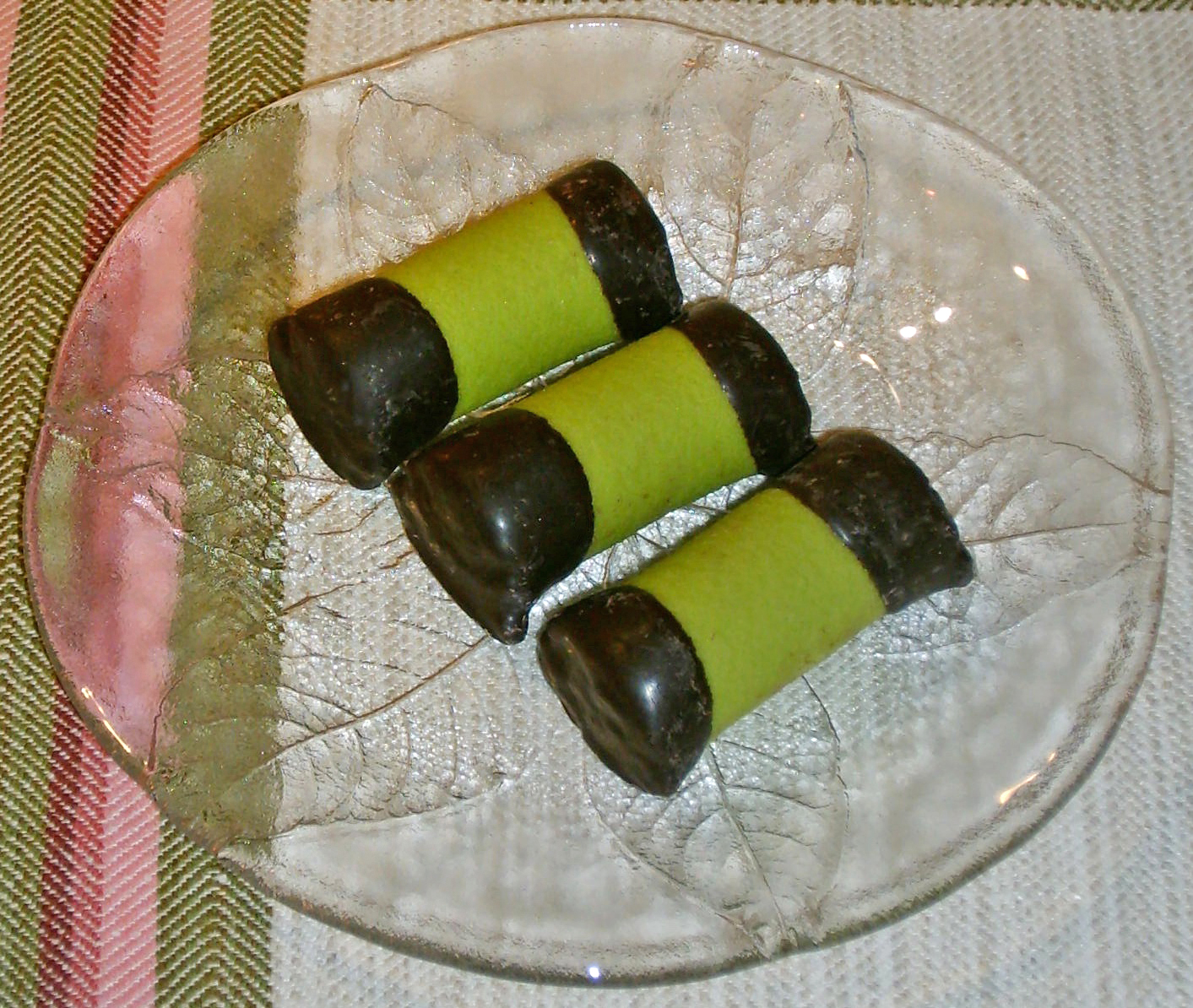

- Arbeta tills Kanban boarden är helt ren (clean).
- Estimera storleken av varje bucket (en ny benämning och variant på sprint).
- Assistera andra medlemmar i teamet om det inte finns nya stories i to do.
- Ingen refinement av stories tills de blir tillagda i "bucketen".
- Inte behålla stories som inte kommer göras inom 3 månader.
- Fira clean board.

Den sista punkten var en av de viktigaste delarna av Magnus påhittighet då den skapar samhörighet inom teamet samt symboliserar att teamet gjort klart det dem tog på sig, genom att äta en dammsugare (clean that board). 